# أندرو براون (صحفي بريطاني)
أندرو براون (بالإنجليزية: Andrew Brown)‏ هو صحفي بريطاني، ولد في 1955.